# Johnny and the Jailbirds
Johnny and The Jailbirds est le nom d´un groupe de rock anglais dont le répertoire va du rock 'n' roll, rockabilly et country.

## Histoire du groupe
Ce groupe a été formé à la fin de l’année 1973 lorsque Johnny Red déménage de Londres à Northamptonshire et répond à une annonce parue dans un journal local demandant des musiciens pour former un groupe de Rock’N’Roll qui signe en 1979 chez Charly Records.
La carrière du groupe démarre vraiment avec l’arrivée du guitariste et chanteur Richie Ball. Le premier album du groupe fut réalisé en 1980 sous le titre Out on Bail qui fut un grand succès en Angleterre et à l’étranger.  Le deuxième enregistrement rencontre le même succès et recevra un échos favorable dans le monde entier.  Sur cet enregistrement les morceaux Eileen et Too Much Wine seront même classés no 5 au hit parade français au début des années 1980 en pleine vogue rockabilly. Après un long passage à vide, le groupe se reforme en l’an 2000 et réalise un nouvel album Rockin The Blues Away chez Pollytone Records.

## Composition du groupe
- Johnny Red
- Richie Ball
- Jack Wright
- Terry Coles
- Bob Buckee

## Discographie
- Out on Bail (1980)
- The Early Years  (Vault 134)

1)Oklahoma Baby 
2)Too Much Wine 
3)Zoom Zoom 
4)Mr Big Feet 
5)Just Because 
6)Pretty Little One 
7)That's Alright 
8)Bop-a-Lena 
9)Rockin' Boy Blue 
10)Eileen 
11)My Feet Hit The Ground 
12)Hang On Baby
13)I Need My Baby
14)Turn My Back On You
- Rockin The Blues Away (2000)  Pollytone Records PEPCD 132

1) Roll On (Clickety Clack)
2) Rockin' The Blues Away
3) Real Gone Rocker
4) Rockin Around The World
5) Jailbird Piano Boogie
6) Lonestar Boogie
7) Too Much
8) Shake It Up
9) Richie's 20 Notes
10) It Ain't Me
11) Let Her Rock
12) Wild Women Rockers
13) Maxine
14) She Can Blow It
15) Red Eye To Memphis
16) Prétending
- Who Taught You To Rock? (2001)  Jailbird Records  JJCD 001

1) Wham Bam
2) West Coast Rock'n'Roll
3) Doctor Rock
4) Who's Gona Be You Lover
5) Sex Sexy Eyes
6) The way You Stroll
7) American Express
8) Slock Chick
9) Big Girl Now
10) We Wana Boogie Tonight
11) Buckies Boogie
12) That's Alright
13) She's My Rock'n'Roll Baby
14) Your Love On My Mind
15) Hot Rod Deuce
16) Who Taught You To Rock